# B.o.B
Bobby Ray Simmons, Jr. (sinh 15 tháng 11 năm 1988), còn được biết đến với nghệ danh B.o.B, là một rapper, ca sĩ và nhà sản xuất thu âm người Mỹ. Anh hiện tại đang ký hợp đồng với hãng Grand Hustle Records, Rebel Rock Entertainment và Atlantic Records. Đĩa đơn đầu tay "Nothin' on You" của anh đã đạt đến vị trí quán quân ở Hoa Kỳ và Anh. "Airplanes," đĩa đơn thứ hai cũng đã đạt được thành công tương tự với vị trí quán quân ở Mỹ và số 2 ở Anh. Đĩa đơn tiếp theo, "Magic," trở thành ca khúc top 10 thứ ba liên tiếp của anh trên Billboard Hot 100.

## Thời niên thiếu

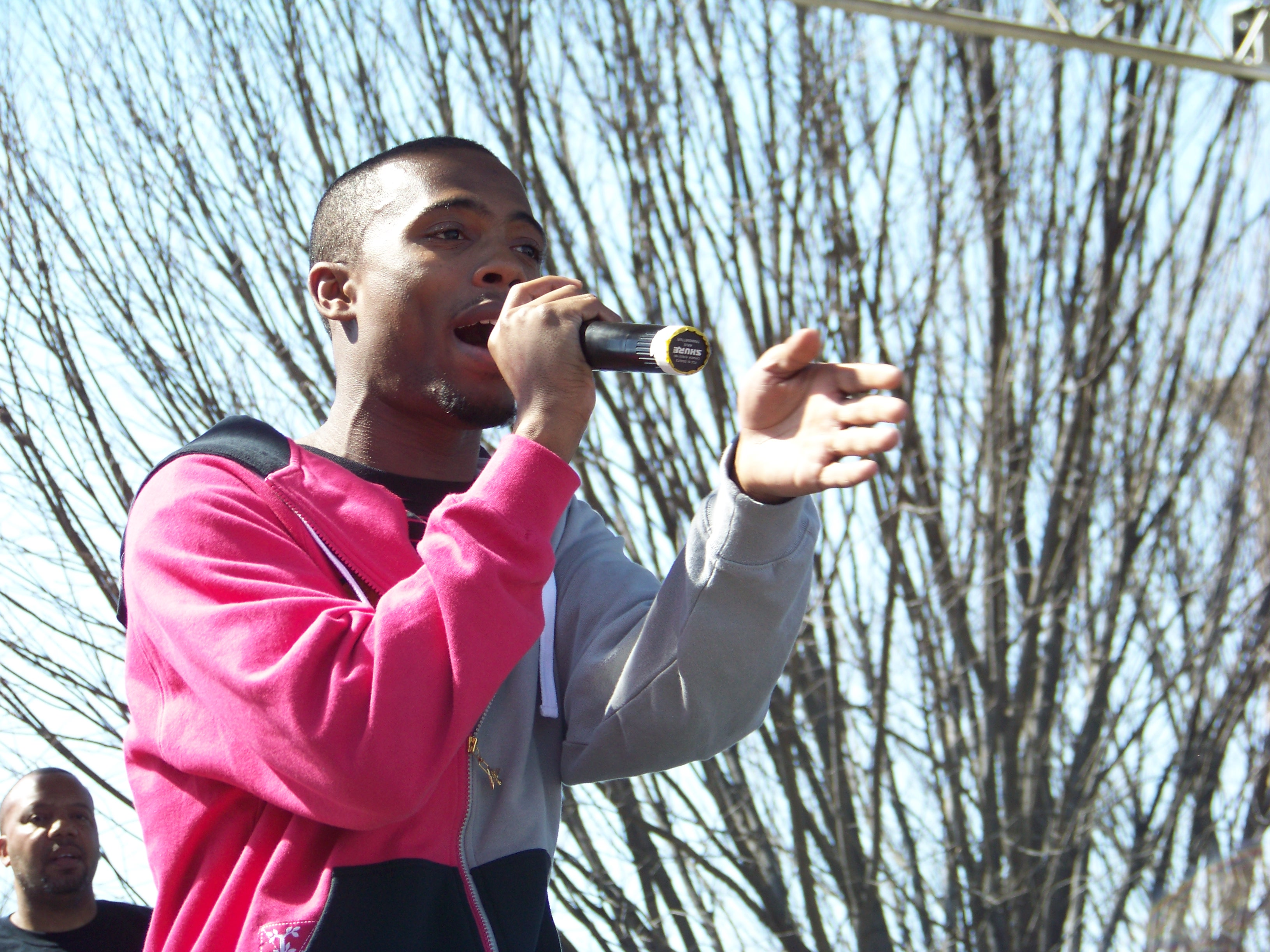
B.o.B biểu diễn ở Atlanta năm 2008.

Bobby Ray Simmons, Jr. sinh ngày 15 tháng 11 năm 1988 ở Winston-Salem, Bắc Carolina. Chưa tới 1 tháng sau đó, gia đình anh chuyển đến Decatur, Georgia. Khi còn học phổ thông, anh chơi trumpet cho ban nhạc ở trường anh. Dù bố mẹ anh muốn anh tiếp tục việc học, Simmons quyết định theo đuổi sự nghiệp âm nhạc năm học lớp 6. Những năm thiếu niên, Simmons chịu ảnh hưởng lớn bởi dòng nhạc Atlanta hip-hop, và anh đã chọn nghệ danh cho mình là B.o.B như một sự tưởng niệm đến ca khúc của Outkast, "B.O.B. (Bombs Over Baghdad)".

## Danh sách đĩa nhạc
Album phòng thu
- B.o.B Presents: The Adventures of Bobby Ray (2010)
- Strange Clouds (2012)

## Giải thưởng và đề cử
American Music Awards
- 2010: Best Breakthrough (Đề cử)
- 2010: Best Hip-Hop Artist (Đề cử)
- 2010: Best Hip-Hop Album "The Adventures of Bobby Ray" (Đề cử)

BET Awards
- 2010: Best Male Hip-Hop Artist (Đề cử)
- 2010: Best Collaboration "Nothin' On You" (cùng Bruno Mars) (Đề cử)
- 2010: Video of the Year "Nothin' On You" (cùng Bruno Mars) (Đề cử)

BET Hip Hop Awards
- 2010: Made-You-Look Award (Đề cử)
- 2010: People's Champ Award (Đề cử)
- 2010: Track of the Year "Airplanes" (cùng Hayley Williams) (Đề cử)
- 2010: Perfect Combo Award "Nothin' On You" (cùng Bruno Mars) (Đề cử)
- 2010: MVP of the Year (Đề cử)
- 2010: Best Hip-Hop Video "Nothin' On You" (cùng Bruno Mars) (Đề cử)
- 2010: CD of the Year "The Adventures of Bobby Ray" (Đề cử)

Giải Grammy
- 2011: Thu âm của năm "Nothin' on You" (cùng Bruno Mars) (Đề cử)
- 2011: Best Pop Collaboration with Vocals "Airplanes, Part II" (with Hayley Williams và Eminem) (Đề cử)
- 2011: Hợp tác ca khúc rap xuất sắc nhất "Nothin' On You" (cùng Bruno Mars) (Đề cử)
- 2011: Ca khúc rap xuất sắc nhất "Nothin' On You" (cùng Bruno Mars) (Đề cử)
- 2011: Album rap xuất sắc nhất "The Adventures of Bobby Ray" (Đề cử)

Giải Video âm nhạc của MTV
- 2010: Video of the Year "Airplanes" (cùng Hayley Williams) (Đề cử)
- 2010: Best Collaboration "Airplanes" (cùng Hayley Williams (Đề cử)
- 2010: Best Male Video "Airplanes" (cùng Hayley Williams (Đề cử)
- 2010: Best Hip-Hop Video "Airplanes" (cùng Hayley Williams (Đề cử)
- 2010: Best Pop Video "Nothin' On You" (cùng Bruno Mars (Đề cử)

MTV Europe Music Awards
- 2010: Best New Act (Đề cử)
- 2010: Best Push Act (Đề cử)

NAACP Image Awards
- 2011: Outstanding New Artist (Chưa công bố)

Soul Train Awards
- 2010: Best Song "Nothin' On You" (with Bruno Mars (Đoạt giải)
- 2010: Best New Artist (Đề cử)

Teen Choice Awards
- 2010: Rap Album "The Adventures of Bobby Ray" (Đề cử)
- 2010: Hook Up Song "Airplanes" (cùng Hayley Williams) (Đoạt giải)
- 2010: Best Single "Nothin' On You" (cùng Bruno Mars) (Đề cử)
- 2010: Male Breakout Artist (Đề cử)
- 2010: Male Music Star (Đề cử)
- 2010: Best Summer Song "Airplanes" (cùng Hayley Williams) (Đề cử)